# تريسينتا
تريسينتا (بالإيطالية: Trecenta)‏ هي بلدية في مقاطعة رفيغة في منطقة فنيتة، شمال إيطاليا. تقع على بعد 80 كيلومترًا (50 ميلًا) جنوب غرب مدينة البندقية و25 كيلومترًا (16 ميلًا) غرب رفيغة.